# Diego Laynez
Diego Laynez SJ (Jakub Laínez) (1512–1565) – hiszpański teolog i jezuita, drugi z kolei generał tego zakonu (urzędował w latach 1558–1565). Najbardziej rozpowszechniona pisownia nazwiska "Laynez" pochodzi z łaciny, stosowana bywa również pisownia hiszpańskojęzyczna "Laínez". W przypadku imienia Diego autorzy zazwyczaj podają jego ekwiwalenty w językach narodowych (pl. Jakub, nm. Jacob, ang. James, fr. Jacques). Pochodził z rodziny ochrzczonych Żydów.

## Towarzystwo Jezusowe
Ukończył studia na uniwersytecie w Alcalá, po czym kontynuował naukę w Paryżu, gdzie znalazł się pod wpływem św. Ignacego Loyoli. Był jednym z 6 absolwentów Sorbony, którzy wraz z Ignacym 15 sierpnia 1534 w kościele św Piotra na wzgórzu Montmartre, wówczas leżącym na przedmieściach Paryża, złożyli śluby ubóstwa i czystości oraz podjęli zobowiązanie, że po uzyskaniu święceń udadzą się do Palestyny aby tam nawracać muzułmanów, a gdyby to było niemożliwe oddadzą się do dyspozycji papieża. Ponieważ, kiedy przybyli do Wenecji z powodu wojny podróż do Palestyny nie była możliwa, po uzyskaniu papieskiej akceptacji założyli Towarzystwo Jezusowe. W 1540 Towarzystwo zostało oficjalnie zatwierdzone bullą papieską i Laínez był wysyłany do Niemiec. Był także teologiem papieskim podczas każdego z trzech zjazdów Soboru Trydenckiego (gdzie zetknął się m.in. z kard. Stanisławem Hozjuszem) oraz profesorem teologii scholastycznej na rzymskim uniwersytecie Sapienza.

## Sobór Trydencki
Papież Paweł III był sympatykiem nowo utworzonego Towarzystwa Jezusowego i wysłał Layneza do Trydentu jako swojego teologa. Diego przybył na sobór razem z Alfonso Salmerónem 18 maja 1546, pięć miesięcy po jego rozpoczęciu. Szybko zdobył sobie uznanie, pozwolono mu na przykład na wygłaszanie kazań w Trydencie, choć normalnie dla biorących udział w soborze teologów było to zakazane. Również ustanowiono dla niego limit 3 godzin podczas debat soborowych, choć normalnie wynosił on godzinę.
26 października 1546 wygłosił słynną mowę o usprawiedliwieniu (teoria "podwójnego usprawiedliwienia" Seripando), która została włączona do akt soborowych pod tytułem "Disputatio de justitia imputata". Do tego czasu 28 z 37 teologów opowiedziało się przeciwko tezie o podwójnym usprawiedliwieniu. Podczas swojego trzygodzinnego przemówienia powszechnie uważanego za najlepsze dotyczące tego zagadnienia, Laynez przedstawił 12 powodów, dla których musi ona zostać odrzucona przez Kościół. Jego tezy były zgodne z Dekretem o Usprawiedliwieniu wydanym przez sobór 13 stycznia 1547. Nie brał udziału w pracach nad dekretem ponieważ natychmiast po mowie o usprawiedliwieniu został wyznaczony przez kardynała Del Monte, razem z Salmerónem do opracowania listy błędów protestantów w dziedzinie sakramentów. Pierwszą część tej pracy przedstawił soborowi 17 stycznia 1547 kardynał Cervini (późniejszy papież Marceli II) dzieląc ją na trzy części "ogólnie o sakramentach", "chrzest" i "konfirmacja". Stanowiło to podstawy do dyskusji o sakramentach, która już nie wywołała tylu sporów co kwestia usprawiedliwienia. Siódma sesja soboru ogłosiła jego postanowienia w kwestii sakramentów, chrztu i konfirmacji 3 marca 1547.
Po siódmej sesji razem z soborem przeniósł się do Bolonii, gdzie kontynuował pracę nad sakramentami komunii świętej i pokuty. Zawiedziony powolnością prac opuścił Bolonię w czerwcu 1547. Czas pomiędzy pierwszym a drugim zjazdem soboru spędził we Florencji, Wenecji a później na Sycylii, wygłaszając kazania i pracując nad reformą zakonów i diecezji. Na Sycylii przyłączył się do zakończonego sukcesem rajdu Juana de Vagi na Trypolis, który wówczas był bazą piratów muzułmańskich. Wciąż był w Afryce kiedy 5 października 1550 został wezwany do Rzymu.
Do Rzymu dotarł 22 listopada 1550 i brał udział w przygotowaniu drugiego zjazdu soboru, który rozpoczął się 1 maja 1551. Z powodu innych zajęć dotarł do Trydentu z opóźnieniem 27 lipca, prawie trzy miesiące po jego rozpoczęciu. Jego argumenty o eucharystii przedstawione 8 września zadecydowały o przebiegu 13. sesji. 11 października został ogłoszony Dekret o sakramencie eucharystii. Później zaczął opracowywać zagadnienie pokuty i ostatniego namaszczenia, które razem z Salmerónem przedstawili 20 października. Doświadczył wtedy problemów ze zdrowiem, ale po rehabilitacji już 7 grudnia był w stanie przemawiać przez trzy godziny o mszy świętej jako ofierze. Sobór został zawieszony po raz drugi w kwietniu 1552 i Laynez udał się do Bassano del Grappa na rekonwalescencję, a później do Padwy.

## Generał Towarzystwa Jezusowego
Kiedy w 1556 umarł Loyola Laynez pełnił funkcję głównego wikariusza Towarzystwa. Z powodu sporów wewnętrznych i trudnych relacji z papieżem Pawłem IV zgromadzenie generalne Towarzystwa opóźniło się o dwa lata. Podczas zgromadzenia 2 lipca 1556 Diego Laynez został wybrany podczas pierwszego głosowania i został drugim w historii generałem Towarzystwa Jezusowego i pełnił tę funkcję przez dziewięć lat, do śmierci w 1565. Za jego rządów Paweł IV  nałożył na jezuitów obowiązek wspólnego odmawiania oficjum brewiarzowego w chórze oraz trzyletnią kadencyjność urzędu generała. Restrykcje te anulował już w 1559 papież Pius IV, który ponadto przyznał zakonowi w 1561 prawo nadawania stopni naukowych z filozofii i teologii.
W 1560 Laynez już jako generał zakonu był jednym z tych którzy przeforsowali pełnoprawne zakończenie soboru, wbrew cesarzowi Ferdynandowi I, który chciał rozpoczęcia nowego soboru i unieważnienia wszystkich postanowień Soboru Trydenckiego. Ostatecznie papież Pius IV zarządził 29 listopada 1560 kolejną sesję soboru, która rozpoczęła się 18 stycznia 1562. Bronił udzielania sakramentu pod jedną postacią. Pośród innych wystąpień Layneza podczas trzeciej sesji soboru były dwa najbardziej kontrowersyjne, w którym dowodził iż władza biskupa nie pochodzi bezpośrednio od Boga, a otrzymuje ją za pośrednictwem papieża (20 października 1562) i drugie, w którym podważał możliwość rozwiązywania przez Kościół nieważnych małżeństw (23 sierpnia 1563; wyjątkowo popełnił błąd teologiczny, 24. sesja soboru odrzuciła to twierdzenie w Dekrecie o reformie małżeństwa).
Na konklawe po śmierci Pawła IV w 1559 wielu kardynałów widziało Layneza papieżem, ale uciekł z Rzymu by uniknąć wyboru. Laynez zmarł w 1565 w Rzymie. Pozostawił bogatą korespondencję.

## Jezuici w Polsce
W trakcie generalatu Layneza przebywał w Polsce Piotr Kanizy, który brał udział w synodzie piotrkowskim i przygotowywał grunt pod sprowadzenie jezuitów. Ostatecznie pierwsi jezuici przybyli na Warmię do Braniewa w 1564 po uzgodnieniach między Laynezem a Hozjuszem.